# Danh sách tiêu biểu về những hiện tượng UFO
Dưới đây là danh sách tiêu biểu về những hiện tượng UFO được quan sát gây xôn xao dư luận và nổi tiếng. Danh sách bao gồm cả những trường hợp được cho là nhìn thấy sinh vật ngoài Trái Đất và bị người ngoài Trái Đất bắt cóc. Một vài trường hợp đã được biết đến rộng rãi và đi vào văn hóa dân gian. Những trường hợp khác không rõ ràng và mới chỉ có những nhà UFO học và những người đam mê lĩnh vực này biết đến là chủ yếu.

## Thời điểm xảy ra
- Khoảng những năm 1400 TCN: theo tài liệu gây tranh cãi Tulli Papyrus, những người ghi chép của pharaoh Thutmose III đã báo cáo rằng "những chiếc đĩa bay bốc lửa" xuất hiện phía trên bầu trời của Ai Cập cổ đại.
- Năm 1800: ngày 29 tháng 3, nhà truyền đạo Fritsch nhìn thấy tại Quedlinburg (Đức) một điểm bé xíu đi ngang qua Mặt Trời trong 6 giờ.
- Năm 1802: ngày 27 tháng 2, nhà truyền đạo Fritsch lại nhìn thấy tại Quedlinburg một điểm bé xíu đi ngang qua Mặt Trời ở hướng đông bắc.
- Năm 1839: ngày 2 tháng 10, Cupper nhìn thấy sự vận động đi qua của một vật thể không xác định phía trước Mặt Trời.
- Năm 1849: ngày 12 tháng 3, Sidebotham nhìn thấy sự di chuyển của một vật nhỏ xíu trên Mặt Trời.
- Năm 1859: ngày 26 tháng 3, Lescarbault nhìn thấy chuyển động của một vật lạ trước Mặt Trời. Liaias ở Brasil cũng nhìn thấy như vậy.
- Năm 1862: ngày 20 tháng 3, Lummis, công nhân ở Manchester, nhìn thấy chuyển động của một vật thể lạ trước Mặt Trời.
- Năm 1913 và sau đó: những ánh sáng kỳ lạ trên núi Brown.
- Năm 1944: Foo fighter, những quả cầu nhiều màu được các phi công nhìn thấy trên khắp thế giới.
- Năm 1946 và sau đó, những quả rocket ma, được nói đến nhiều lần trên bầu trời vùng Scadinavi.
- Năm 1947: báo cáo của Kenneth Arnold, sự kiện mở đầu cho sự xuất hiện thuật ngữ "đĩa bay".
- Năm 1947: ngày 14 tháng 6 hay ngày 4 tháng 7, sự kiện UFO ở Roswell, lực lượng không quân Mỹ bắt được một cái đĩa bay ngày 8 tháng 7.
- Năm 1948: những quả cầu lửa màu xanh được trong thấy trên bầu trời nhiều căn cứ quân sự Mỹ, một cuộc nghiên cứu chính thức đã được bắt đầu.
- Năm 1948: sự kiện Mantell, lực lượng không quân Mỹ gửi một phi công máy bay quân sự để quan sát một chiếc UFO - máy bay đã bị rơi.
- Năm 1948: sự kiện Kapustin Yar, một UFO giống hình "điếu thuốc" bị một máy bay MiG của Nga bắn rơi.
- Năm 1949: nhà thiên văn học Clyde Tombaugh ghi nhận một hiện tượng lạ trên không trung.
- Năm 1950: ngày 15 tháng 8, sự kiện UFO Mariana ở Great Falls, Montana, Montana.
- Năm 1952: một loạt báo cáo UFO qua liên lạc radar gây xôn xao ở Washington, D.C., Hoa Kỳ.
- Năm 1953: phi công quân sự Mỹ Felix Moncla biến mất khi đang bám đuổi một cái UFO.
- Năm 1954: hàng trăm báo cáo UFO ở Pháp.
- Năm 1954: những vệ tinh chưa từng được biết đến đi theo quỹ đạo, nhà thiên văn học Clyde Tombaugh có liên quan đến sự kiện này.
- Năm 1955: Kelly-Hopkinsville chạm trán một nhóm sinh vật khôi hàng đang đe dọa một gia đình.
- Năm 1957: rất nhiều chiếc ô tô bị mắc kẹt do một cái UFO lớn ở Levelland Texas và New Mexico, trên khu vực quân sự New Mexico.
- Năm 1961: đồi bắt cóc, sự kiện sinh vật ngoài Trái Đất bắt cóc lần đầu tiên được công bố rộng rãi.
- Năm 1964: Lonnie Zamora một nhân viên cảnh sát ở Socorro, New Mexico, Mỹ ghi nhận một cuộc gặp gỡ kín.
- Năm 1965: bức ảnh của Frank Borman, một bức ảnh UFO của một nhà du hành vũ trụ, ông ta chụp một cái UFO bay theo phi hành đoàn Gemini 7.
- Năm 1967: sự kiện hồ Falcon.
- Năm 1967: Ngày 4 tháng 10, người ta thấy một vật thể rơi xuống cả Shag, sau khi hải quân Canada tìm kiếm, họ cho rằng đó là một cái UFO bị rơi.
- Năm 1969: chứng kiến của Jimmy Carter, đây là một báo cáo chính thức được ghi nhận bởi một tổng thống.
- Năm 1969: chứng kiến của Neil Armstrong, một báo cáo UFO của nhà du hành vũ trụ, ông ta nhìn thấy hai cái UFO sau khi tàu Apollo 11 hạ cánh xuống Mặt Trăng.
- Năm 1971: dấu vết ở Delphos, UFO để lại dấu vết không rõ ràng.
- Năm 1973: sự kiện sinh vật ngoài Trái Đất bắt cóc ở Pascagoula.
- Năm 1974: sự kiện núi Berwyn, chứng kiến tại Anh.
- Năm 1975: sự kiện bắt cóc Travis Walton, một người đàn ông biến mất trong nhiều ngày- khi trở về mang theo câu chuyện về một vụ bắt cóc mà sau đó được chuyển thành phim.
- Năm 1977: một báo cáo gây xôn xao tại một hòn đảo đầm lầy tại Brasil: một cái UFO nguy hiểm làm thương 35 người, cả hòn đảo phải đi sơ tán.
- Năm 1978: sự mất tích của Valentich, một phi công người Australia đã ghi nhận UFO trước khi biến mất không để lại dấu vết.
- Năm 1979: sự kiện hạt Marshall, một quận trưởng bị tấn công bởi một luồng sáng dường như đụng vào xe ông ta.
- Năm 1980: sự kiện Landrum, một cảnh tượng kỳ lạ diễn ra kèm theo ba nhân chứng bị thương.
- Năm 1982: cuộc đột kích sân bay vũ trụ Baikonur, dàn phóng tắt sau khi UFO tấn công phá hoại vào tháng 6.
- Năm 1985: sự kiện Tbilisi, phi hành đoàn máy bay thương mại Xô Viết và các hành khách chứng kiến một ánh sáng kỳ lạ từ Tbilisi ở Gruzia tới Tallinn ở Estonia vào tháng 1 năm 1985.
- Năm 1986: ngày 29 tháng 1, sự kiện UFO Height 611, một UFO được cho là bị rơi xuống Dalnegorsk, liên bang Xô Viết, theo sau bời một cái UFO hạ cánh năm 1989.
- Năm 1986: ngày 16 tháng 11, phi hành đoàn hàng không Nhật số 1628 thấy một nhóm UFO bay theo ở đông bắc Alaska trong 50 phút.
- Năm 1990: ở Bỉ, nhiều người nhìn thấy một UFO tam giác, xem UFO hình tam giác đen.
- Năm 1996: sự kiện Varginha, nhiều quan sát thấy các sinh vật kỳ lạ ở Minas Gerais, Brasil.
- Năm 1997: sự kiện Phoenix, Arizona, nhiều ánh sáng chuyển động chậm theo hệ thống trên bầu trời khu xe điện ngầm Phoenix.
- Năm 2001: ngày 11 tháng 11, một UFO xuất hiện trên đoạn phim trong cuộc tấn công ngày 11 tháng 9 nhằm vào Thành phố New York. Một vật thể nhỏ có thể nhìn thấy được trên bầu trời khi chiếc máy bay thứ hai đâm vào Trung tâm Thương mại Thế giới.
- Năm 2004: máy bay tuần tra chống buôn lậu ma túy của México ghi nhận UFO qua máy quay phim hồng ngoại.
- Năm 2005: ngày 27 tháng 4, Nhà Trắng rút vấn đề UFO khỏi lĩnh vực không lưu. Điều này được giải thích rằng "có lẽ một đám mây hay nhiều con chim".
- Năm 2005: các UFO được báo cáo và chụp ảnh ở vùng Kaufman, Texas.
- Năm 2009: Quầng sáng lạ đâm thẳng vào chiếc turbine gió E-48 tại thị trấn Conishiolme, hạt Lincolnshire, Vương quốc Anh
- Năm 2010: UFO xuất hiện ở New York, Hoa Kỳ
- Năm 2015: Luồng ánh sáng xanh UFO ở Hà Lan